# Robert Morison
Robert Morison (Aberdeen, 1620 — Londres, 10 de novembro de 1683) foi um médico e botânico escocês.

## Biografia
Nascido em Aberdeen, Morison foi um notável estudioso que obteve seu diploma de Mestre em Artes pela Universidade de Aberdeen aos dezoito anos de idade. Durante a Guerra Civil Inglesa, ele se juntou ao Cavaliers de  Carlos I da Inglaterra e foi gravemente ferido na Batalha da Ponte de Dee em 1639 durante a Guerra Civil. Ao se recuperar, ele fugiu para a França quando se tornou evidente que a causa estava perdida.
Em 1648, doutorou-se em medicina na Universidade de Angers, no oeste da França, e a partir de então dedicou-se inteiramente ao estudo da botânica. Estudou em Paris sob a orientação de Vespasien Robin, botânico do rei da França, que o apresentou a Gastão, Duque de Orleães. Por recomendação de Robin, Morison tornou-se diretor dos Jardins Reais de Blois, na França Central, cargo que posteriormente ocupou por dez anos.
Em 1660, apesar dos incentivos para fazê-lo ficar na França, Morison retornou à Inglaterra após a Restauração e tornou-se médico de Carlos II, bem como seu botânico e superintendente de todos os jardins reais com um salário de £ 200 por ano, e uma casa livre.
No início de 1621, Henry Danvers, 1º Conde de Danby havia dado à Universidade de Oxford 250 libras para a compra de terras para um "Jardim Físico". Ao mesmo tempo, o conde legou "certas receitas" para financiar uma cadeira de botânica na universidade; em 1669 Morison tornou-se o primeiro professor de botânica, cargo que ocupou até 1683.
No ano em que começou a lecionar em Oxford, Morison publicou Praeludia Botanica, um trabalho que enfatizava o uso da estrutura dos frutos de uma planta para classificação. Na época, a classificação se concentrava no habitat e nas propriedades medicinais da planta e as críticas de Morison aos sistemas promovidas por botânicos como Jean e Gaspard Bauhin causaram certa revolta entre seus contemporâneos.
Em 1669, ele também publicou 'Hortus Regius Blesensis' pela recém-revivida University Press, foi um catálogo do jardim de Blois ao qual Morison adicionou a descrição de 260 plantas não descritas anteriormente, embora Richard Pulteney (A General View of the Writings of Linnaeus, 1781) discordasse e notasse que eram apenas variedades e outras já estavam descritas.
No prefácio de seu Plantarum Umbelliferarum Distributio Nova (1672), Morison deu uma declaração definitiva dos princípios de seu método e foi a primeira pessoa a escrever uma "monografia de um grupo específico de plantas", as Umbelliferae.
Morison foi fatalmente ferido pelo poste de uma carruagem quando atravessava a rua em 9 de novembro de 1683 e morreu no dia seguinte em sua casa em Green Street, Leicester-fields. Foi enterrado na igreja de St. Martin-in-the-Fields, Westminster.

## Obras

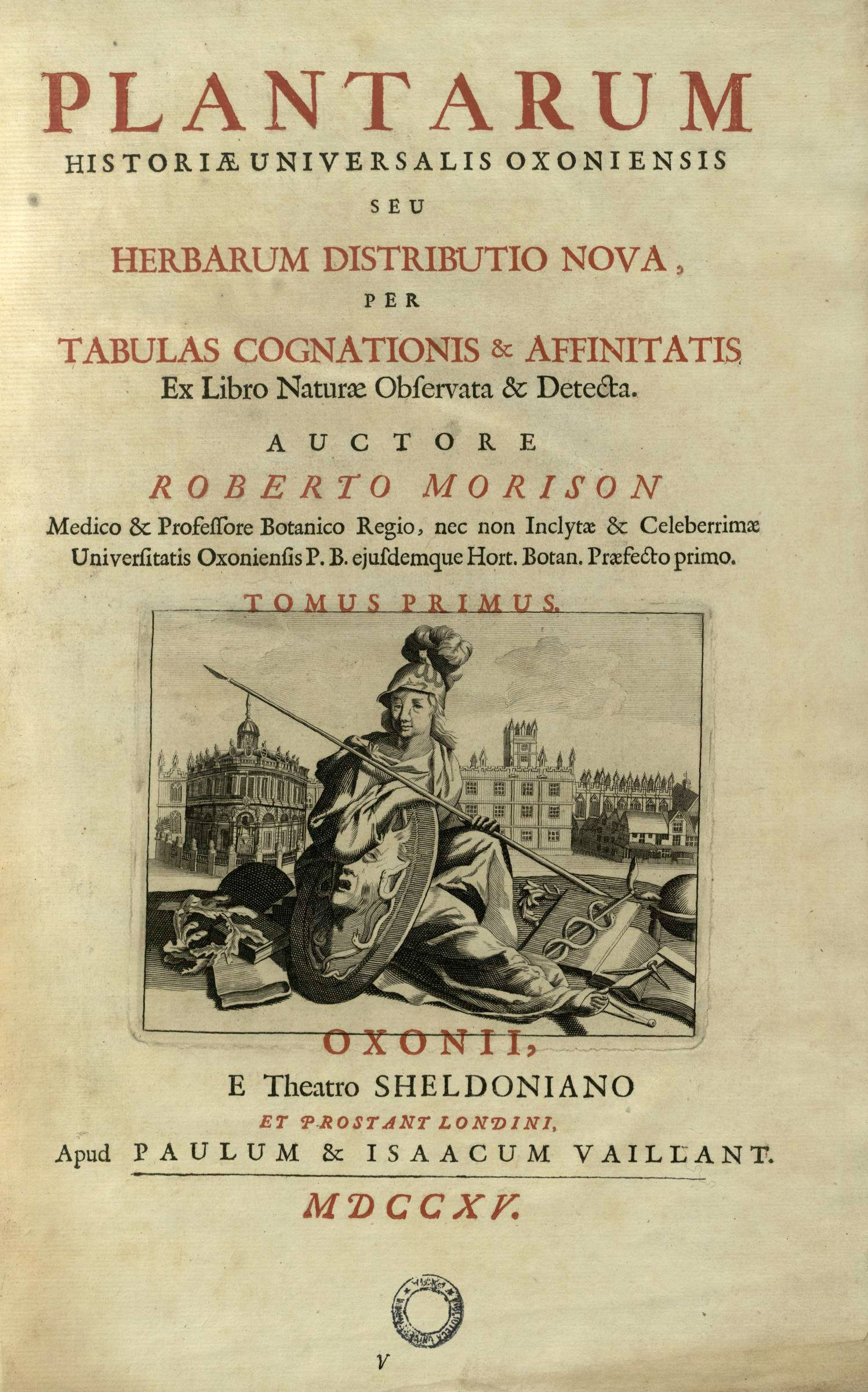
Historia plantarum universalis oxoniensis, 1715

- Praeludia Botanica, p. PP7, no Google Livros (1669) An octavo volume made up of:
  - pp. 1–347: Hortus Regius Blesensis Auctus (a new edition of Abel Brunier's Hortus Regius Blesensis with Morison's contributions).
  - pp. 351–459: Hallucinationes Caspari Bauhini in Pinace, item Animadversiones in tres Tomos Universalis Historiae Johannis Bauhini.
  - pp. 463–499: Dialogus inter Socium Collegii Regii Gresham dicti et Botanographum Regium.
- Plantarum Umbelliferarum Distributio Nova, per Tabulas Cognationis et Affinitatis, ex Libra Naturae observata et detecta (1672).
- Historia Plantarum Universalis Oxoniensis (Vol. 1, 1680)
- Historia plantarum universalis oxoniensis (em latim). 1. Oxford: Theatrum Sheldonianum. 1715
- Historia plantarum universalis oxoniensis (em latim). 2. Oxford: Theatrum Sheldonianum. 1715